# Петров, Григорий Семёнович (химик)
Григорий Семёнович Петро́в (1886—1957) — советский химик.

## Биография
Родился 14 (26 октября) 1886 года в Костроме в семье рабочего лесопильного завода.
В 1899 году поступил в Костромское химико-техническое училище, (ныне Костромской энергетический техникум) в подготовительный класс.
Практическая деятельность относится к 1904 году, когда он получил диплом и поступил работать на мыловаренный завод А. И. Жукова в Санкт-Петербурге. Трудовую жизнь на комбинате начал в центральной химической лаборатории. Уже с первых месяцев проявились те качества Петрова, которые в дальнейшем позволили ему стать всемирно известным изобретателем. На складах предприятия скопилось большое количество мыла, которое не привлекало внимания покупателей. Под руководством Петрова мыло было переварено. В него добавили яркий краситель, который не размешивали. В результате кусок мыла стал выглядеть пёстрым прямоугольником. Под названием «мраморное» мыло попало в магазины и моментально разошлось.
В 1908 годы он переехал в подмосковное село Кусково и поступил работать на нефтеперерабатывающий завод. Здесь за пять лет Петров сделал ряд изобретений, из которых наиболее ценным явилась разработка методов получения и применения нефтяных сульфокислот, известных в мировой технике под названием «Контакт Петрова» — самое дешёвое средство для расщепления жиров в мыловарении и лучшее средство при белении и крашении суровых тканей, заменяющее мыло. Работая с отходами нефтяного производства, Григорий Семёнович обратил внимание, что при взбалтывании растворы нефтяных сульфокислот пенятся подобно мылу. Он установил их высокие моющие свойства, способность умягчать жесткую воду и усиливать действие мыл. На этих исследованиях основан патент Г. С. Петрова на приготовление препаратов для мытья.
Открытие вдохновило 25-летнего техника и, продолжая работать над нефтяными дистиллятами, в 1911 году получил быстро твердеющую феноформальдегидную смолу, назвав её карболитом (название пошло от карболовой кислоты, старого названия фенола). Так была получена первая русская пластмасса. Диэлектрические свойства, легкость и прочность, относительная дешевизна позволили карболиту быстро проникнуть в электротехнику. Ещё до Первой мировой войны в Орехово — Зуеве был создан завод «Карболит», который действует и поныне.
Благодаря работам Г. С. Петрова зарождается промышленность пластмасс сначала в России, а затем и в Америке, куда акционерное общество «Контакт» продало патенты Петрова, и в европейских странах.
После Октябрьской революции Григорий Семёнович отклонил предложение эмигрировать за границу.
В 1918 году его пригласили работать в Главхим ВСНХ и назначили председателем комиссии по производству сульфокислот и членом правления завода «Карболит». В условиях гражданской войны Г. С. Петров продолжал работать в центре лаборатории ВСНХ, а также в ФХИ имени Л. Я. Карпова. Здесь Петров заинтересовался проблемой окисления жидких углеводородов нефти с целью получения карбоновых и оксикарбоновых кислот.
О работах Петрова в те годы А. М. Горький рассказал В. И. Ленину и посетовал на ограниченные возможности в работе учёного. Владимир Ильич предложил внести имя Петрова в список учёных, которым разрешалась поездка за счет Советского государства за границу.
В 1921—1928 годах Петров Г. С. побывал в Германии, Швеции, Чехословакии, Польше, Франции, США.
В 1930-е годы Григорий Семёнович переключил свои научные интересы на промышленность пластических масс. Благодаря трудам Петрова и его учеников созданы сотни новых материалов.
В 1933 году совместно с профессором И. П. Лосевым организовал кафедру технологии пластических масс в МХТИ.
В октябре 1934 году был утверждён в звании профессора этой кафедры.
В 1935 году ВАК приняла решение о присвоении Г. С. Петрову учёной степени доктора технических наук.
Научный сотрудник лаборатории коррозии Военной академии химической защиты имени К. Е. Ворошилова РККА (1937—1941).
Умер 29 октября 1957 года.
Похоронен в Москве на Новодевичьем кладбище (участок № 5).

## Награды и премии
- два ордена Ленина (в том числе 25.12.1946)
- два ордена Трудового Красного Знамени
- орден «Знак Почета» (17.12.1940) — «в ознаменование 20-летнего юбилея Московского химико-технологического института имени Д. И. Менделеева, за выдающиеся заслуги в деле развития химической науки и подготовки высококвалифицированных инженеров химиков-технологов»
- заслуженный деятель науки и техники РСФСР (1957).
- Сталинская премия второй степени (1943) — за разработку новых видов пластмасс и их применение в кабельной промышленности
- Сталинская премия третьей степени (1949) — за разработку и внедрение в промышленность универсального клея пластмасс (клей БФ, которым можно склеивать металл с деревом, мех с металлом или тканью, дерево с пластмассой).

## Научные работы
Автор 13 книг, 197 научных статей. Является автором 200 патентов и авторских свидетельств.

## Память
С 1982 году НИИ пластмасс в Москве носит имя Григория Семеновича Петрова.
В 1986 году состоялось открытие памятной доски на здании Костромского химико-механического техникума им. Л. Б. Красина (ныне Костромской энергетический техникум имени Ф. В. Чижова), посвященной Г. С. Петрову.